# Liste der Kulturdenkmäler in Riegenroth
In der Liste der Kulturdenkmäler in Riegenroth sind alle Kulturdenkmäler der rheinland-pfälzischen Ortsgemeinde Riegenroth aufgeführt. Grundlage ist die Denkmalliste des Landes Rheinland-Pfalz (Stand: 27. Oktober 2023).

## Denkmalzonen
| Bezeichnung                                | Lage                                     | Baujahr | Beschreibung                                                | Bild |
| ------------------------------------------ | ---------------------------------------- | ------- | ----------------------------------------------------------- | ---- |
| Denkmalzone ehemalige Friedhof Schönenberg | südlich von Riegenroth an der L 220 Lage |         | Friedhofsmauer, Grabsteine, Sandsteinkreuz, bezeichnet 1777 | BW   |

## Einzeldenkmäler
| Bezeichnung         | Lage                 | Baujahr | Beschreibung                                                                     | Bild            |
| ------------------- | -------------------- | ------- | -------------------------------------------------------------------------------- | --------------- |
| Evangelische Kirche | Bubacher Straße Lage | 1787    | barocker Saalbau, bezeichnet 1787, Turm 1865; bauliche Gesamtanlage mit Friedhof | Fotos hochladen |